# Дрейк і Джош
Дрейк і Джош (англ. Drake & Josh) — американський телесеріал виробництва телеканалу Nickelodeon. У головних ролях — Дрейк Белл та Джош Пек. Українською мовою озвучено телекомпанією Новий канал у 2011 році. Ролі озвучили: Володимир Остапчук, Олександр Погребняк та Катерина Буцька.

## Сюжет
Дрейк Паркер (Дрейк Белл) та Джош Ніколс (Джош Пек) — двоє підлітків, які живуть у Сан-Дієго, Каліфорнія. Вони стають зведеними братами, коли мати Дрейка, Одрі Паркер (Ненсі Салліван), виходить заміж за батька Джоша, Волтера Ніколса (Джонатан Голдштейн). Тепер Дрейк і Джош живуть в одному будинку і ділять одну кімнату. Дрейк лінивий, популярний і має успіх у дівчат. Він грає на гітарі, у нього є свій рок-гурт. Джош, на відміну від Дрейка, відповідальний, любить вчитися і часто потрапляє у незручні ситуації.
Обоє братів часто страждають від жартів молодшої сестри Дрейка, Меган (Міранда Косґроув). Батько Джоша, Волтер, є метеорологом, у них з сином схожі характери. Одрі, мати Дрейка та Меган, є суворішою за Волтера і нерідко карає Дрейка і Джоша. Упродовж усього серіалу брати часто конфліктують щодо школи, роботи та інших соціальних чинників.

## Персонажі

### Головні персонажі

Актори серіалу (зліва-направо): Ненсі Салліван, Міранда Косґроув, Джош Пек, Дрейк Белл та Джонатан Голдштейн, 2006 рік

| Персонаж           | Актор/актриса      |
| ------------------ | ------------------ |
| Дрейк Паркер       | Дрейк Белл         |
| Джош Ніколс        | Джош Пек           |
| Меган Паркер       | Міранда Косґроув   |
| Одрі Паркер-Ніколс | Ненсі Салліван     |
| Волтер Ніколс      | Джонатан Голдштейн |

### Другорядні персонажі
| Персонаж           | Актор/актриса      |
| ------------------ | ------------------ |
| Гелен Офелія Дюбуа | Іветт Ніколь Браун |
| «Божевільний» Стів | Джеррі Трейнор     |
| Ерік Блоновіц      | Скотт Гальберштадт |
| Крейг Рамірез      | Алек Медлок        |
| Мінді Креншоу      | Елісон Скаліотті   |
| Гевін Мітчелл      | Джейк Ферроу       |
| Місіс Гейфер       | Джулія Даффі       |
| Ліа                | Кеті Шим           |

## Список епізодів

### Сезон 1 (2004)
- 1. Пілотний (Pilot)
- 2. Баггі (Dune Buggy)
- 3. Повір мені, брате (Believe Me, Brother)
- 4. Двоє ідіотів та дитина (Two Idiots and a Baby)
- 5. Перше захоплення (First Crush)
- 6. Бабуся (Grammy)

### Сезон 2 (2004)
- 7. Заклад (The Bet)
- 8. Гітара (Guitar)
- 9. Кіношна робота (Movie Job)
- 10. Футбол (Football)
- 11. Гравець у пул (Pool Shark)
- 12. Розумниця (Smart Girl)
- 13. Маленька діва (Little Diva)
- 14. Брати Блюз (Blues Brothers)
- 15. Водійські права (Driver's Licence)
- 16. Прихильниця № 1 (Number 1 Fan)
- 17. Зла вчителька (Mean Teacher)
- 18. Гриль Гарі (The Gary Grill)
- 19. Дрю і Джеррі (Drew & Jerry)
- 20. Справа честі (Honor Council)

### Сезон 3(2005—2006)
- 21. Готель Дрейка і Джоша (The Drake & Josh Inn)
- 22. Пекучий перуанський перець (Peruvian Puff Pepper)
- 23. Ми одружені? (We're Married?)
- 24. Повернення Мінді (Mindy's Back)
- 25. Інтрижка (The Affair)
- 26. Ревнощі (Plaing the Field)
- 27. Операція Гелен (Helen's Surgery)
- 28. Лікар Дрейк (Paging Dr. Drake)
- 29. Великий палець (Foam Finger)
- 30. Дівоча сила (Girl Power)
- 31. Неприємності з вівцею (Sheep Thrills)
- 32-34. Дрейк і Джош у Голівуді (Drake & Josh Go Hollywood)
- 35. Новий вчитель Меган (Megan's New Teacher)
- 36. Маленький брат (Little Sibling)
- 37. Театральний злодій (Theater Thug)
- 38. Демонейтор (The Demonator)
- 39. Вторгнення прибульців (Alien Invasion)
- 40. Шоу доктора Філліс (Dr. Phyllis Show)

### Сезон 4 (2006—2007)
- 41. Джош збиває Опру (Josh Runs Into Oprah)
- 42. Скажений Тиберій (Vicious Tiberius)
- 43. Весілля (The Wedding)
- 44. Мінді кохає Джоша (Mindy Loves Josh)
- 45. Хто переміг? (Who's Got Game?)
- 46. Великий Догіні (The Great Doheny)
- 47. Я люблю суші (I Love Sushi)
- 48. Буря (The Storm)
- 49. Моя вечеря з Бобо (My Dinner with Bobo)
- 50 .Будиночок на дереві (Tree House)
- 51. З Джоша годі (Josh Is Done)
- 52. Ерік б'є Дрейка (Eric Punches Drake)
- 53. Помста Меган (Megan's Revenge)
- 54. Перевиховання (Steered Straight)
- 55. Перший поцілунок Меган (Megan's First Kiss)
- 56. Битва на Пантатарі (Battle of Panthatar)
- 57-58. Велетенська креветка (Drake & Josh: Really Big Shrimp)
- 59. Гелікоптер (Helicopter)
- 60. Танцювальне змагання (Dance Contest)

### ТБ-фільми
| Фільм                     | Дата виходу   |
| ------------------------- | ------------- |
| Дрейк і Джош у Голівуді   | 6 січня 2006  |
| З Різдвом, Дрейку і Джоше | 5 грудня 2008 |

## Релізи на DVD
| Назва                                       | Обкладинка | Дата релізу    | Вміст |
| ------------------------------------------- | ---------- | -------------- | --- |
| Дрейк і Джош: Том 1 Братерська несподіванка |            | 15 лютого 2005 | 4 епізоди: Пілотний, Баггі, Двоє телепнів та дитина, Перше кохання Вирізані сцени |
| Дрейк і Джош у Голівуді                     |            | 31 січня 2006  | Повнометражний фільм Ляпи 2 бонусні епізоди: «Операція Гелен» та «Повернення Мінді» Відеокліп на пісню «Found a Way» |
| Дрейк і Джош: Найкраще, сезони 1 і 2        |            | 21 серпня 2008 | Епізоди 1-го сезону: Пілотний, Баггі, Двоє телепнів та дитина, Перше кохання, Бабуся Епізоди 2-го сезону: Умова, Кіношна робота, Футбольна гра, Гравець у пул, Розумниця, Маленька діва, Прихильниця № 1, Зла вчителька, Дрю і Джеррі, Судова справа                                             |
| Дрейк і Джош: Найкраще, сезони 3 і 4        |            | 29 серпня 2008 | Епізоди 3-го сезону: Ми одружені?, Лікар Дрейк, Великий палець, Дівоча сила, Новий вчитель Меган, Маленький брат, Театральний злодій, Іншопланетне вторгнення, Шоу доктора Філліс Епізоди 4-го сезону: Великий Догіні, Буря, Будиночок на дереві, Помста Меган, Гелікоптер, Танцювальне змагання |
| З Різдвом, Дрейку і Джоше                   |            | 19 грудня 2008 | Повнометражний фільм Відеокліп на пісню «Jingle Bells» у виконанні Дрейка Белла |

## Телефільми

### Дрейк і Джош у Голівуді
Після того, як батьки їдуть у круїз, Дрейк, Джош і Меган їдуть у аеропорт щоб відвідати подругу Меган з Денверу, але випадково саджають її у літак до Лос-Анджелесу. Дрейк і Джош вирушають до Лос-Анджелесу щоб забрати Меган, але по дорозі вплутуються у великі неприємності. Прем'єра у США відбулася 6 січня 2006 року, в Україні — 12 лютого 2011 року.

### Дрейк і Джош: Велетенська креветка
Студія Spin City Records хоче купити нову пісню Дрейка, «Makes Me Happy». Він на шляху до слави й визнання, але недосвідченість Джоша як менеджера змушує його підписати контракт, не прочитавши його. Будучи зосередженим на тарілці за гігантськими креветками, Джош передає всі права на пісню компанії. Після цього Дрейк звільняє Джоша. Тим часом, Гелен готується до весілля, і наймає Мінді Креншоу, колишню дівчину Джоша, давши їй роботу асистента менеджера, про яку довгий час мріяв сам Джош. Почуваючи себе винним, Джош потрапляє до будівлі Spin City Records і підміняє диски з піснею, але пізніше дізнається, що це протизаконно. Однак пісня Дрейка стає хітом і виконується на супербоулі та весіллі Гелен. Прем'єра відбулася 3 січня 2007 року.

## Фільми

### З Різдвом, Дрейку і Джоше
Дрейк і Джош влаштовуються на роботу у супермаркет як помічники Санти, де Дрейк обіцяє маленькій дівчинці Мері Еліс влаштувати їй найкраще Різдво у її житті, але їх заарештовують на різдвяній вечірці. Тепер вони повинні влаштувати дівчинці найкраще Різдво, інакше будуть змушені відсидіти строк у в'язниці, а тим часом їхні батьки проводять свою найгіршу відпустку на тропіках. Прем'єра відбулася 5 грудня 2008 року, через рік після закінчення оригінального серіалу. Фільм зібрав біля екрану 8.93 мільйонів телеглядачів.

## Нагороди
- 2004 Nickelodeon Kids' Choice Awards Переможець: Улюблене дитяче телешоу
- 2006 Nickelodeon Kids' Choice Awards Переможець: Улюблене телешоу
- 2006 Nickelodeon Kids' Choice Awards Переможець: Улюблений телеактор (Дрейк Белл)
- 2007 Nickelodeon Kids' Choice Awards Переможець: Улюблений телеактор (Дрейк Белл)
- 2007 Nickelodeon Kids' Choice Awards (Німеччина) Переможець: Улюблений телеактор (Джош Пек)
- 2007 Nickelodeon Kids' Choice Awards (Велика Британія) Переможець: Улюблене телешоу
- 2007 Nickelodeon Kids' Choice Awards (Велика Британія) Переможець: Улюблений телеактор (Дрейк Белл)
- 2007 Nickelodeon Kids' Choice Awards (Велика Британія) Переможець: Найкращий чоловік-співак (Дрейк Белл)
- 2008 Nickelodeon Kids' Choice Awards Переможець: Улюблений телеактор (Дрейк Белл)
- 2008 Nickelodeon Kids' Choice Awards Переможець: Улюблене телешоу
- 2008 Nickelodeon Kids' Choice Awards (Бразилія) Переможець: Улюблений телеактор (Дрейк Белл)
- 2008 Nickelodeon Kids' Choice Awards (Велика Британія) Переможець: Улюблене телешоу
- 2008 Nickelodeon Kids' Choice Awards (Велика Британія) Переможець: Улюблений телеактор (Джош Пек)
- 2008 Nickelodeon Kids' Choice Awards (Австралія) Переможець: Улюблене комедійне шоу
- 2009 Nickelodeon Kids' Choice Awards (Нова Зеландія) Переможець: Улюблене комедійне шоу

## Інше

### Музика у серіалі
| Назва                  | Опис                                                                 |
| ---------------------- | -------------------------------------------------------------------- |
| «Found a Way»          | Титульна пісня серіалу, виконує Дрейк Белл.                          |
| Drake & Josh           | Саундтрек до серіалу.                                                |
| «Makes Me Happy»       | Зі спецвипуску Дрейк і Джош: Величезна креветка, виконує Дрейк Белл. |
| «Jingle Bells»         | З фільму З Різдвом, Дрейку і Джоше, виконує Дрейк Белл.              |
| «Christmas Wrapping»   | З фільму З Різдвом, Дрейку і Джоше, виконує Міранда Косгроу.         |
| «12 Days of Christmas» | З фільму З Різдвом, Дрейку і Джоше, виконує Дрейк, Джош та діти.     |

### Ігри
| Гра                           | Видавець | Платформа        |
| ----------------------------- | -------- | ---------------- |
| Drake & Josh                  | THQ      | Game Boy Advance |
| Drake & Josh: Talent Showdown | THQ      | Nintendo DS      |

### Книги
Всі книги друкуються видавництвом Scholastic з 2006 року і переважно написані за мотивами однієї чи кількох серій телесеріалу. Всі книги написані Лорі МакЕлрой. Наразі видано 7 книг.
| Книга                     | Автор         | Інформація                                                     |
| ------------------------- | ------------- | -------------------------------------------------------------- |
| «Брати Блюз»              | Лорі МакЕлрой | За мотивами епізодів «Брати Блюз» та «Прихильник № 1»          |
| «Братерський бенкет»      | Лорі МакЕлрой | За мотивами епізодів «Умова» та «Гострий перуанський перець»   |
| «Дрейк і Джош у Голівуді» | Лорі МакЕлрой | За мотивами повнометражного фільму Дрейк і Джош у Голівуді     |
| «Дитяча неприємність»     | Лорі МакЕлрой | За мотивами епізодів «Новий вчитель Меган» та «Маленький брат» |
| «Іншопланетне вторгнення» | Лорі МакЕлрой | За мотивами епізодів «Іншопланетне вторгнення» та «Демонейтор» |
| «Сюрприз!»                | Лорі МакЕлрой | За мотивами епізодів «Джош збиває Опру» та «Злий Тиберій»      |
| «З Джоша годі»            | Лорі МакЕлрой | За мотивами епізодів «З Джоша годі» та «Я люблю суші»          |